# シュロガヤツリ

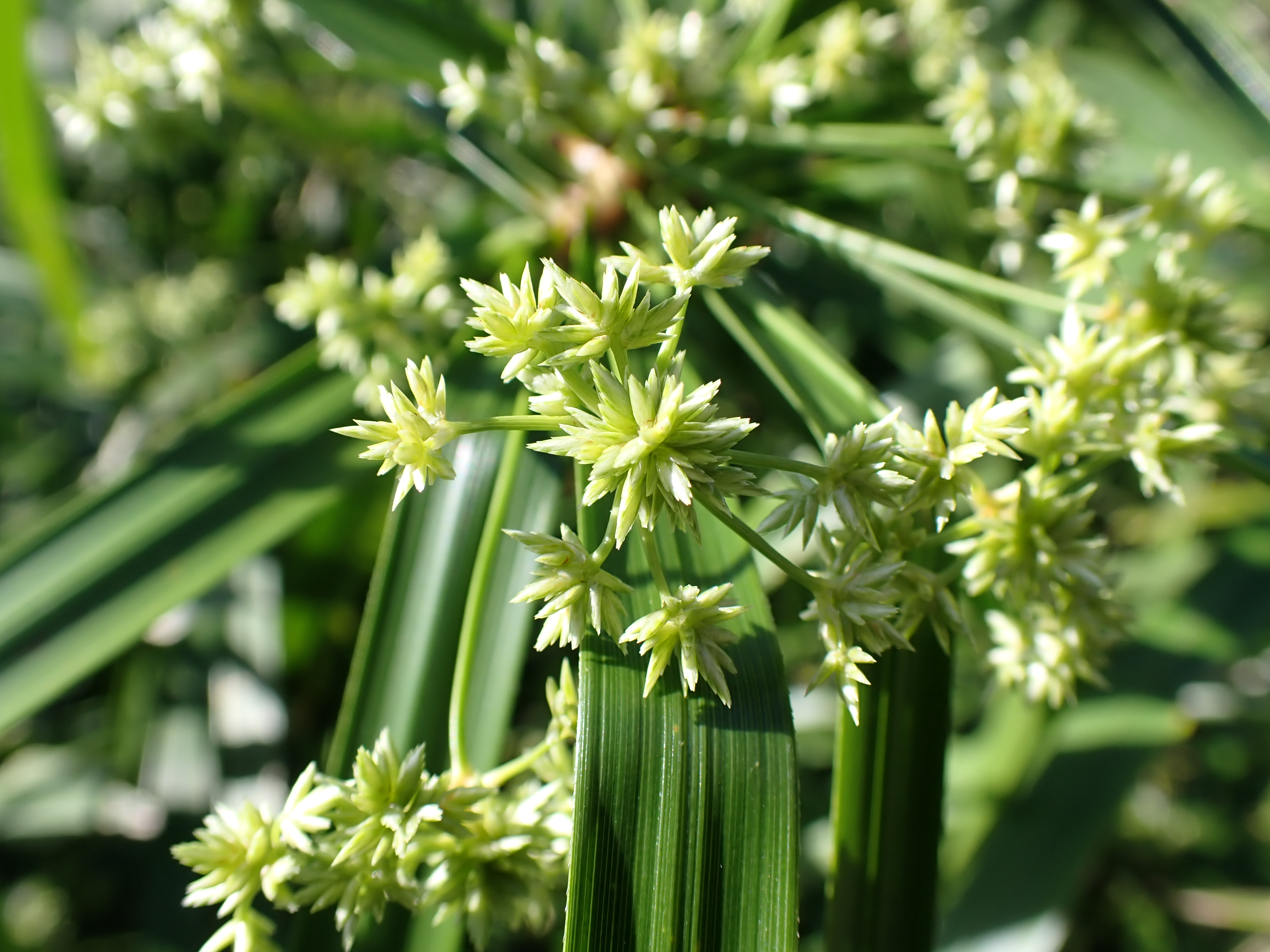
金平糖に似た形状の小穂（2025年1月 沖縄県石垣市 バンナ公園）

シュロガヤツリ (Cyperus alternifolius L.) は、大型のカヤツリグサ属の一種で、観賞用として栽培され、帰化植物としても繁殖している。

## 特徴
シュロガヤツリは、単子葉植物カヤツリグサ科カヤツリグサ属の植物である。多年生草本で、背丈が1m程度、時にそれを越える大型の植物である。
地下茎はごく短く横に這い、密生して花茎を出す。根出葉は鞘を作るが葉身は発達しない。花茎は真っすぐに立ち、断面は丸みを帯びた三角で、つやのある深緑である。
花茎の先端からは多数の苞が出る。苞は細長い葉状で、剣のように真っすぐに伸びる。苞は長さ10-20cm、これが輪生状(実際には短縮された螺旋状)
に、ほぼ水平からやや斜め上に、上から見ると放射状に広がる。そのため、細長い茎の先端に葉を広げたヤシの樹形のような姿となる。この部分の形をシュロの葉に見立てたのが和名の由来らしい。
花序は苞の中心から、あるいはそこから伸びる細い花序枝となり、それぞれの先には少数の小穂が掌状に着く。穂が未熟な間は、まるで緑色の金平糖をお皿に盛り付けたように見える。成熟するにつれて柄が伸びて、苞葉の間からやや垂れる。
小穂は長楕円形で長さ5-10mm、偏平で茶褐色。鱗片には短い芒がある。花柱は3。

## 生育環境
湿地に生える。根元は水に浸かるか、それに近い程度の水気があるところに生育する。

## 分布
原産地はマダガスカルである。日本では本州南部以南で帰化している場合がある。河川敷などに群生を作る場合もあるが、それほど激しく繁茂してはいない。

## 利用
観葉植物として持ち込まれたもので、現在もそのために栽培されることが多い。大柄で耐寒性があるため、露地栽培されることが多い。野外への逸出もこのためにたやすかったものと思われる。カミガヤツリもよく栽培されるが、葉状の苞がない。